# Clusia panapanari
Clusia panapanari là một loài thực vật có hoa trong họ Bứa. Loài này được (Aubl.) Choisy mô tả khoa học đầu tiên năm 1824.